# Terapia artística
Se denomina Terapias artísticas a las intervenciones terapéuticas que utilizan alguna de las diferentes disciplinas artísticas. Si bien cada una de estas terapias tiene diferente origen, y ha desarrollado un cuerpo teórico particular, ya sea relacionado con la disciplina artística usada, ya con un modelo psicológico en particular (como el psicoanálisis), se pueden agrupar como aquellas que usan el proceso creativo durante una intervención intencionada, con objetivos terapéuticos, de rehabilitación, de desarrollo comunitario, y en ámbitos educacionales. 
La mirada de Arte Terapia está puesta en los rasgos expresivos y creativos de la obra, es decir, aquellos componentes subjetivos que generan las dinámicas de un proceso que favorece la apertura de lo imaginario. Por lo tanto, el énfasis del arte terapia no está en resultado sino en el proceso. El arte terapia se compone de diferentes disciplinas: música, danza, artes plásticas y artes esenias. Estas dinámicas que intervienen en los actos creativos generan en el sujeto una actitud espontánea de vivir el aquí y el ahora. De esta manera el movimiento, la música, color, la forma y la línea actúan como sintetizadores de procesos internos, que pueden dar respuesta al comportamiento del sujeto creador. Si bien la verbalización puede darse de manera espontánea en el transcurso de una sesión, los lenguajes del arte como terapia ofrecen una comunicación no verbal, una nueva forma de comunicar que evita la racionalización y privilegia los caminos recorridos en la elaboración del objeto, considerado como una extensión del sujeto. 
Las terapias artísticas son herramientas para el desarrollo personal. A través de ellas el individuo puede generar una actitud creativa con respecto a su propia vida y a su posibilidad de transformarla y enriquecer al mismo tiempo a su entorno. La terapia de artes expresivas invita a las personas o grupos a ingresar a un espacio creativo donde podrán expresar a través de diferentes modalidades artísticas su mundo interno, identificar y potenciar sus recursos, fortaleciendo su capacidad de imaginar y transformar sus dificultades. Es un método para ampliar el alcance de las experiencias humanas, para desarrollar la intuición y la sensorialidad y un área donde las experiencias pueden ser elegidas, variadas y repetidas a voluntad. 
La poiesis es un concepto central en la terapia de artes expresivas: es la capacidad que tenemos todos los seres humanos de llegar al conocimiento mediante el hacer. El hacer arte, permite que la verdad se manifieste a sí misma y que aquello que experimentamos manifieste en sí mismo de forma auténtica. Las técnicas más usadas son dibujo, dibujo de formas y dibujo dinámico. Modelado, pintura en acuarela, y la observación de obras de arte consagradas.
Esta disciplina está siendo aplicada como tratamiento complementario a las terapias tradicionales y ha realizado aportes significativos no solamente en el área de la salud y la salud mental, también en el ámbito educacional y en centros comunitarios y sociales. En todo caso, beneficia al individuo que padece, entre otros, trastornos anímicos, del desarrollo, estados depresivos, en el tratamiento enfermedades como sida, cáncer, u otras enfermedades crónicas.
La tarea de la terapia artística es comprender la actividad humana, su relación con la salud y enfermedad, e impregnar el campo artístico con pensamientos terapéuticos. Debe adquirir una comprensión íntima de lo que sucede en el hombre, y de los procesos que se mueven cuando una persona ejerce una actividad artística, por ejemplo cuando pinta o modela. Dirigiendo la atención no tanto para el objeto artístico creado, cuanto para los procesos que viven y actúan en el hombre cuando realiza esta actividad. La terapia artística tiene en cuenta el destino de cada paciente individual. Y la comprensión que en lo anímico-espiritual están los orígenes de toda enfermedad. El mundo de los colores y de las formas nos da la revelación de toda esta interioridad, que puede ser observada y ayudada. Trabajar con estos elementos para trazar un recorrido terapéutico es su objetivo. El paciente y el terapeuta recorran un tratamiento único e individualizado.
Diferentes terapias artísticas
Arteterapia: La Arteterapia es un tipo de terapia artística que consiste en la utilización de las Artes plásticas como vía terapéutica para sanar trastornos psicológicos, tratar miedos, bloqueos personales, traumas del pasado y otros trastornos. Pero, aparte de los fines meramente terapéuticos, la Arteterapia es una técnica de desarrollo personal, de autoconocimiento y de expresión emocional. Por tanto no es necesario poseer ningún trastorno psicológico, sino simplemente sentir la necesidad de explorarnos a través del arte.
Teatroterapia: El teatro terapéutico es un espacio dónde somos absolutamente libres para desarrollar nuestra creatividad sin competencias, bases estereotipadas, juicios ni valores. Es un lugar desde donde partimos hacia nuestro potencial, para ir descubriendo y trabajando nuestros bloqueos, miedos, vergüenzas, y todo aquello que no nos permita expresarnos en estado puro. La teatro-terapia se basa en técnicas teatrales de todo tipo como el psicodrama, el teatro de Augusto Boal, Stanislavski, Grotowski, juegos de improvisación, clown, risoterapia, juego de rol, trabajo con escenas, etc. Se utiliza cada una de ellas en función de las necesidades individuales o grupales que vayan surgiendo. El teatro en sí mismo es terapéutico, nos permite sentir desde prismas diferentes del que solemos estar inmersos invitándonos a expresarnos de manera muy diversa.
Musicoterapia: Musicoterapia es la utilización de la música o de sus elementos (sonido, ritmo, melodía y armonía) por un musicoterapeuta calificado, con un paciente o grupo, en un proceso destinado a facilitar y promover comunicación, aprendizaje, movilización, expresión, organización u otros objetivos terapéuticos relevantes, a fin de asistir a las necesidades físicas, psíquicas, sociales y cognitivas. La Musicoterapia busca descubrir potenciales o restituir funciones del individuo para que el / ella alcance una mejor organización intra o interpersonal y, consecuentemente, una mejor calidad de vida. A través de la prevención y rehabilitación en un tratamiento.
Danzaterapia: En Danzaterapia se utiliza la danza y el movimiento con fines terapéuticos para alcanzar la integración de procesos corporales, emocionales y cognitivos. El cuerpo y los movimientos son los medios para permitir el desarrollo de la personalidad. Por un lado, es una terapia artística, y por el otro, una psicoterapia corporal que se centra especialmente en lo que el movimiento representa. La finalidad de la Danzaterapia, como de las otras terapias creativas, es la de ofrecer un instrumento alternativo para integrar las experiencias previas al idioma y memoria corporal, estimular la percepción corporal, desarrollar una imagen corporal real, estimular el movimiento personal y el auténtico, desarrollar la percepción personal y hacia los demás, para poder analizar las emociones vividas, lidiar con los conflictos intra e interpsíquicos, adquirir nuevas maneras para establecer vínculos y manejar situaciones, aprender a expresarse y reflexionar sobre el movimiento, ser consciente e integrar lo vivido.
Fotografía terapéutica: Es una forma de terapia alternativa, donde se utilizan fotografías como un medio que invita a la reflexión. El individuo observa las fotografías junto a su terapeuta y reacciona a los estímulos; ya sean recuerdo agradables o sensaciones de rechazo. En la actualidad se habla del enfoque FTI, el cual extiende sus posibilidades terapéuticas desde un enfoque artístico interactuando con el entorno natural.
1. ↑  «Centro de terapias artisticas». centrodeterapiasartisticas.blogspot.com.es. Consultado el 3 de marzo de 2017.
2. ↑  Ibacache, Publicado por Pamela. «¿Qué entendemos por Arte Terapia?». Consultado el 3 de marzo de 2017.
3. ↑  Quesada Agüero, Henry (2024). «Fundamentos teóricos del nuevo enfoque FTI».  En Jean Mora, ed. Fotografía y terapia. San José, Costa Rica: Masterlitho. p. 57. ISBN 978-9930-598-71-9.